# بيل بانتين
بيل بانتين (بالإنجليزية: Bill Buntin)‏ مواليد 05 مايو 1942 في ديترويت - الوفاة 09 مايو 1968، كان لاعب كرة سلة أمريكي. بدأ مسيرته الاحترافية في سنة 1965. تم اختياره من قبل فريق ديترويت بيستونز خلال الدرافت. حمل الرقم 17. بلغ طوله 6 قدم 7 بوصة (2.0 م). اعتزل اللعب في 1966.

## روابط خارجية
- بيل بانتين على موقع إن بي أي (الإنجليزية)
- بيل بانتين على موقع سبورتس رفرنس (الإنجليزية)
- بيل بانتين على موقع كلية كرة السلة في سبورتس رفرنس.كوم (الإنجليزية)
- بيل بانتين على موقع ريلجم (الإنجليزية)
- بيل بانتين على موقع بروبوليرز (الإنجليزية)